# ルイス・ザンペリーニ
ルイス・ザンペリーニ（Louis Zamperini、1917年1月26日 - 2014年7月2日）は、アメリカ合衆国の陸上競技選手。専門は長距離走。

## 経歴
1936年ベルリンオリンピックにアメリカ代表として出場、5000mで8位となった。このとき、最終ラップを56秒で走った彼はレース後、アドルフ・ヒトラーの接見を受けた。
1941年9月、アメリカ陸軍航空隊に入隊し、B-24の搭乗員となった 。1943年5月27日、僚機の捜索任務中に飛行機がエンジン故障のため太平洋上に不時着、47日間の漂流の末、日本海軍の捕虜となる。
当初はマーシャル諸島の島で尋問を受けたのち、1943年9月13日に大船の横須賀海軍警備隊植木分遣隊（大船収容所）に収容された。捕虜になった事実は当初アメリカには伝えられず、行方不明と報じられ、1944年6月には陸軍航空隊が死亡を公式発表していた。捕虜であることが伝えられなかったのは、大船収容所は正式な捕虜収容所に移送するまでの一時的な仮収容所とされ、国際赤十字にも収容者の存在を通知しなかったためである。実際の目的は捕虜からの情報収集であった。1944年9月に東京都の大森捕虜収容所に移送され、ここで初めて正規の戦争捕虜として扱われた。
日本側は知名度のあるザンペリーニをアメリカへの宣伝に利用することを立案し、1944年11月に対米宣伝放送に自ら用意した原稿で声を流した。これによりアメリカではザンペリーニの生存が伝わったという。しかし、再度の放送で日本側のプロパガンタ原稿を読むよう求められたことを拒否し、1945年3月に直江津捕虜収容所（東京俘虜収容所第四分所）に移送され、そこで終戦を迎えた。帰国後に自らの捕虜体験を記した著書『DEVIL AT MY HEELS』を刊行している。
1998年長野オリンピックで聖火ランナーとなり、来日して直江津収容所のあった上越市内を走った。
2010年、ローラ・ヒレンブランドによるザンペリーニの出生から陸上選手、軍隊経験、捕虜体験を描いた伝記『不屈の男 アンブロークン』(原題: Unbroken: A World War II Story of Survival, Resilience, and Redemption) がベストセラーとなり、2014年には『不屈の男 アンブロークン』として映画化された（アンジェリーナ・ジョリー監督）。
2014年7月2日、ロサンゼルスの自宅にて肺炎のため死去した。